# 26917 Pianoro
26917 Pianoro (1996 RF4) là một tiểu hành tinh vành đai chính được phát hiện ngày 15 tháng 9 năm 1996 bởi V. Goretti ở Pianoro.